# François-Hippolyte Avrillon
François-Hippolyte Avrillon (Parijs, 6 april 1819 - ?) was een 19e-eeuws Frans theaterdirecteur.
Avrillon was secretaris van de Opéra de Paris toen hij  in 1872 de leiding over de Koninklijke Muntschouwburg te Brussel in handen kreeg. Hij was de opvolger van Jules-Henry Vachot. Hij behield deze functie slechts een seizoen. Hij bracht er de allereerste Franstalige uitvoering van Tannhäuser van Richard Wagner op de planken en verzorgde er ook een uitvoering van het ballet Le Marché des innocents van Marius Petipa, dit in samenwerking met Marius’ broer Lucien Petipa, de toenmalige balletmeester van de Muntschouwburg.
Onder leiding van Avrillon waren er financiële moeilijkheden voor de Koninklijke Muntschouwburg, mede veroorzaakt door het feit dat Avrillon zich had verkeken op het verschil in uitgaven mogelijkheden ten opzichte van de Opera in Parijs. In 1873 werd Avrillon opgevolgd als directeur door Auguste Deloche